# Kwas formiminoglutaminowy
Kwas formiminoglutaminowy (FIGLU) – organiczny związek chemiczny z grupy kwasów dikarboksylowych, metabolit histydyny.
Jest wykorzystywany w diagnostyce niedoboru kwasu foliowego, gdyż dalsze przemiany FIGLU w ustroju, wymagają właśnie jego obecności. Wzrost wydalania FIGLU z moczem po doustnym obciążeniu histydyną powyżej 200 μmol/doba (35 mg/doba) świadczy o niedoborze kwasu foliowego w organizmie.